# Seventh Son of a Seventh Son
Seventh Son of a Seventh Son é o sétimo álbum de estúdio da banda de heavy metal Iron Maiden. Foi lançado em 11 de abril de 1988 pela gravadora EMI, e foi o último a apresentar a formação da era Piece Of Mind com o guitarrista Adrian Smith antes de sua saída, que depois só voltou para a banda em 1999. Junto com Somewhere in Time, Seventh Son of a Seventh Son, é um dos álbuns em que a banda usa sintetizadores e teclados. Ademais, foi o segundo disco da banda a chegar ao topo das paradas musicais inglesas.

Em 1995 foi relançado junto com um CD bônus.

## Temática
Seventh Son é um álbum conceitual que traz a lenda do sétimo filho do sétimo filho, que teria poderes sobrenaturais, partindo da história de uma criança enviada para ser um representante do bem ou do mal na terra.
No lado lírico, o álbum gira em torno de diversas questões filosóficas: bem contra o mal, visões proféticas, misticismo, reencarnação e vida após a morte. Estilisticamente, Seventh Son of a Seventh Son desenvolve o estilo de Somewhere in Time (1986) e continua a exploração lírica da banda de temas relacionados ao poder, misticismo e ocultismo.

## Seventh Son of a Seventh Son world tour
A 7th Tour of a 7th Tour foi a turnê de apoio do álbum. Nela, a banda tocou ao redor da Europa e nos Estados Unidos. Seu principal show realizado foi o Monsters of Rock, o qual foi filmado e divulgado junto com o álbum. O videoclipe do single The Evil That Men Do conta com filmagens da banda tocando a música no Monsters of Rock.
Entre 2012-2014 a banda fez a Maiden England World Tour, uma tour baseada a original de 1988, que passou pelas Américas e Europa.

## Recepção
| Críticas profissionais | Críticas profissionais |
| Avaliações da crítica  | Avaliações da crítica  |
| Fonte                  | Avaliação              |
| ---------------------- | ---------------------- |
| AllMusic               | [ 1 ]                  |
| Kerrang!               | 5/5                    |
| Rock Hard              | 9.0/10                 |
| Sputnikmusic           | 4.0/5                  |

O álbum recebeu fortes críticas positivas desde seu lançamento, com o AllMusic dando nota 4.5 de 5, dizendo que a adição de teclados "restaurou a crise que algumas vezes era perdida na produção brilhante do álbum anterior" e que posicionava-se "entre  seus melhores trabalhos". O Sputnikmusic classificou com uma nota 4 de 5, e, enquanto afirmava que "a banda tem lançamentos melhores, como Powerslave e Somewhere in Time", eles acrescentavam que "liricamente, era um dos melhores trabalhos do Maiden". Em 2005, o álbum foi ranqueado na posição 305 no livro The 500 Greatest Rock & Metal Albums of All Time da revista  Rock Hard.
Embora Geoff Barton tenha declarado que resenhas contemporâneas continham "uma reação definitiva contra a ênfase que a banda dava em pretensões de prog-rock", e que "um crítico... crucificou o Maiden por Seventh Son... e acusou-os de terem regredido ao estilo dos prog rockers dos anos 70 do Genesis", a Kerrang foi extremamente positiva sobre o lançamento, dando uma nota máxima e afirmando que "[com Seventh Son of a Seventh Son] Iron Maiden levou o rock de volta a sua direção e a seu orgulho" e que a gravação "eventualmente será louvada juntamente a discos antológicos como Tommy, Tubular Bells e  Dark Side of the Moon."

## Faixas
| N.º            | Título                         | Compositor(es)                | Duração |  |
| 1.             | "Moonchild"                    | Adrian Smith, Bruce Dickinson | 5:39    |  |
| 2.             | "Infinite Dreams"              | Steve Harris                  | 6:09    |  |
| 3.             | "Can I Play with Madness"      | Smith, Dickinson, Harris      | 3:31    |  |
| 4.             | "The Evil That Men Do"         | Smith, Dickinson, Harris      | 4:34    |  |
| 5.             | "Seventh Son of a Seventh Son" | Harris                        | 9:53    |  |
| 6.             | "The Prophecy"                 | Dave Murray, Harris           | 5:05    |  |
| 7.             | "The Clairvoyant"              | Harris                        | 4:27    |  |
| 8.             | "Only the Good Die Young"      | Harris, Dickinson             | 4:41    |  |
| Duração total: | Duração total:                 | Duração total:                | 43:57   |  |

| CD bônus de 1995 |                             |                                         |         |  |
| N.º              | Título                      | Compositor(es)                          | Duração |  |
| 1.               | "Black Bart Blues"          | Dickinson, Harris                       | 6:41    |  |
| 2.               | "Massacre"                  | Brian Downey, Phil Lynott, Scott Gorham | 2:53    |  |
| 3.               | "Prowler 88"                | Harris                                  | 4:07    |  |
| 4.               | "Charlotte The Harlot 88"   | Murray                                  | 4:11    |  |
| 5.               | "Infinite Dreams" (ao vivo) | Harris                                  | 6:03    |  |
| 6.               | "The Clairvoyant" (ao vivo) | Harris, Smith                           | 4:27    |  |
| 7.               | "The Prisoner" (ao vivo)    | Harris                                  | 6:03    |  |
| 8.               | "Killers" (ao vivo)         | Paul Di'Anno, Harris                    | 5:03    |  |
| 9.               | "Still Life" (ao vivo)      | Harris, Murray                          | 4:38    |  |

## Integrantes
- Steve Harris – baixo, sintetizadores
- Bruce Dickinson – voz
- Dave Murray – guitarra
- Adrian Smith – guitarra, sintetizadores
- Nicko McBrain – bateria

### Produção
- Martin Birch – produção, engenharia, mixagem, operador de fita
- Stephane Wissner – engenheiro, engenheiro assistente
- Bernd Maier – engenheiro, engenheiro assistente
- George Marino – engenheiro de masterização
- Derek Riggs – ilustrações da capa
- Ross Halfin – fotografia